# Lauritz Andersen
Lauritz Andersen (* 16. August 1887; † im 20. Jahrhundert) war ein dänischer Fußballschiedsrichter.

## Sportlicher Werdegang
Andersen leitete in den 1910er bis 1930er Jahren Spiele im dänischen Fußball. Dabei wurde er 1914, 1917 und 1918 jeweils im Finalspiel um den dänischen Meistertitel eingesetzt. Nach Einführung einer Liga 1927 kam er dort zum Einsatz. Beim regional in Kopenhagen ausgetragenen KBUs Pokalturnering gehörte er ebenso über längere Zeit zu den zentralen Spielleitern, die das Finalspiel übernahmen.
Ab 1921 war Andersen auf internationalem Parkett bei Länderspielen tätig, am 29. Mai des Jahres leitete er das Freundschaftsspiel zwischen Schweden und Finnland, das der Gast mit einem 3:0-Erfolg im Stockholmer Olympiastadion für sich entschied. Bis 1930 leitete er insgesamt 17 Auswahlspiele, darunter zwei Partien im Rahmen der nordischen Meisterschaft.